# Metachrostis paurograpta
Metachrostis paurograpta är en fjärilsart som beskrevs av Butler 1886. Metachrostis paurograpta ingår i släktet Metachrostis och familjen nattflyn. Inga underarter finns listade i Catalogue of Life.